# Season of the Witch (Stormwitch)
Season of the Witch è un album in studio del gruppo musicale tedesco Stormwitch, pubblicato nel 2015 dalla Massacre Records.

## Tracce
1. Evil Spirit – 4:52
2. Taliesin – 4:11
3. Last Warrior – 4:11
4. True Until the End – 3:43
5. Season of the Witch – 3:42
6. Runescape – 3:37
7. At the End of the World – 3:05
8. Trail of Tears – 3:16
9. The Harper in the Wind – 4:36

## Formazione
- Andy Mück - voce
- Ralf Stoney - chitarra
- Volle Schmietow - chitarra
- Jürgen "Wanschi" Wannenwetsch - basso
- Micha Kasper - batteria